# U-397
Unterseeboot 397 foi um submarino alemão do Tipo VIIC, pertencente a Kriegsmarine que atuou durante a Segunda Guerra Mundial.

## Comandantes
| Comandante            | Data                                         |
| --------------------- | -------------------------------------------- |
| Oblt. Fritz Kallipke  | 20 de novembro de 1943 - 16 de julho de 1944 |
| Oblt. Friedrich Stege | 17 de julho de 1944 - 25 de abril de 1945    |
| Kptlt. Gerhard Groth  | 26 de abril de 1945 - 5 de maio de 1945      |

## Subordinação
Durante o seu tempo de serviço, esteve subordinado às seguintes flotilhas:
| Período                                      | Flotilha                                      |
| -------------------------------------------- | --------------------------------------------- |
| 20 de novembro de 1943 - 31 de maio de 1944  | 5. Unterseebootsflottille (treinamento)       |
| 1 de junho de 1944 - 30 de junho de 1944     | 7. Unterseebootsflottille (serviço ativo)     |
| 1 de julho de 1944 - 19 de fevereiro de 1945 | 23. Unterseebootsflottille (submarino escola) |
| 20 de fevereiro de 1945 - 5 de maio de 1945  | 31. Unterseebootsflottille (treinamento)      |